# ییندژیخ کرپیندل
ییندژیخ کرپیندل (چکی: Jindřich Krepindl؛ زادهٔ ۶ ژوئیهٔ ۱۹۴۸) بازیکن هندبال اهل چکسلواکی بود.